# Larec Marii Mediči
Larec Marii Mediči (Ларец Марии Медичи) è un film del 1980 diretto da Rudol'f Fruntov.

## Trama
Antiquary Savin'i scompare improvvisamente senza lasciare traccia. Gli investigatori concludono che è stato ucciso. Il capitano della milizia parte per un viaggio nel tempo per risolvere il crimine e svelare il segreto del medioevo.